# سیارک ۴۱۱۷
سیارک ۴۱۱۷ (به انگلیسی: 4117 Wilke، نامگذاری:1982SU3) چهار هزار و صد و هفدهمین سیارک کشف شده‌است که در ۲۴ سپتامبر ۱۹۸۲ کشف شد.
قدر مطلق سیارک برابر ۱۲٫۷۰ است.